# Nectandra crassiloba
Nectandra crassiloba är en lagerväxtart som beskrevs av J.G. Rohwer. Nectandra crassiloba ingår i släktet Nectandra och familjen lagerväxter. Inga underarter finns listade i Catalogue of Life.